# Ctenanthe amphiandina
Ctenanthe amphiandina är en strimbladsväxtart som beskrevs av Loran Crittenden Anderson. Ctenanthe amphiandina ingår i släktet Ctenanthe och familjen strimbladsväxter. Inga underarter finns listade.